# Миртия (дем Термо)
 Тази статия е за селото в дем Термо.  За селото в дем Агринио вижте Миртия (дем Агринио).  
Миртия (на гръцки: Μυρτιά) със старо име до 1928 г. Горица (на гръцки: Γουρίτσα) е село намиращо се североизточно от езерото Трихонида в Република Гърция, дем Термо, област Западна Гърция. 
Едно от селата в историческия район на Апокуро. Селото е известно най-вече със своя манастир посветен на „Въведение Богородично“ намиращ се на 1 км от селото.